# Josh Booth
Joshua "Josh" Booth (født 9. oktober 1990 i Melbourne) er en australsk roer.
Booth begyndte sin seniorkarriere i 2010, og han var i begyndelsen af sin karriere mest med i otteren. I denne bådtype deltog han ved OL 2012 i London, hvor australierne blev nummer seks.
I 2016 kom han med i den australske firer uden styrmand og deltog i denne ved OL 2016 i Rio de Janeiro. Bådens øvrige besætning var Josh Dunkley-Smith, William Lockwood og Alexander Hill, og australierne vandt sikkert både indledende heat og semifinalen. I finalen måtte de dog tage til takke med sølv, besejret med næsten to sekunder af Storbritannien, der vandt guld, mens Italien sikrede sig bronzemedaljerne.
I 2018 var han tilbage i otteren og var med til at vinde VM-sølv dette år, mens den australske otter året efter blev nummer fire ved VM.

## OL-medaljer
- 2016:  Sølv i firer uden styrmand